# Nutzwertiger Journalismus
Nutzwertjournalismus ist ein journalistisches Genre, bei dem nicht nur ein Themengebiet – wie im Ratgeberjournalismus angerissen wird, sondern dem Leser auch so viel Wissen an die Hand gegeben wird, damit dieser anschließend (eine) konkrete Entscheidung(en) treffen kann. Infolgedessen sind solche Beiträge deutlich länger als Ratgeberbeiträge. Zudem sind sie so aufgebaut, dass sie die Leser sowohl durch ihre grafische Gestaltung als auch durch den Inhalt ansprechen – und binden.
Die Form der Veröffentlichung ist dabei – wie im Informationsjournalismus – verschieden: Nutzwertige Texte werden nicht nur in Fachmagazinen oder Büchern publiziert, sondern finden sich auch online im Internet. Daneben gibt es aber auch Hörfunk- oder Fernsehsendungen, die sich ausschließlich um ein Thema drehen.
Drei konkrete Zielvorgaben bestimmen dabei die journalistische Arbeit:
1. Der Text muss zwar „Neues“ bieten. Aber: Im Gegensatz zum Informationsjournalismus sollte dieser Newsanteil nur 5 % des gesamten Beitrages umfassen.
2. Dafür ist es wichtig, dass die Leser spüren, dass sie und ihre Bedürfnisse dem Autor wichtig sind. 15 % des gesamten Textes werden daher darauf verwendet, diese „Nähe“ zu vermitteln.
3. Der größte Teil (80 %) des Beitrages muss jedoch „Nutzen“ ausstrahlen.

Auf keinen Fall gehören dagegen Produktanleitungen oder Betriebshandbücher zu diesem journalistischen Genre. Die Gründe: In diesen Publikationen wird ausschließlich etwas beschrieben. Dagegen fehlt ein dramaturgischer journalistischer Aufbau ebenso wie Bewertungen, Vergleiche, Tipps oder resultierende Empfehlungen.

## Verbreitung
Bemerkenswert ist, dass der Nutzwertjournalismus sich in den vergangenen Jahrzehnten einen eigenständigen Markt geschaffen hat. In der Medienwissenschaft fand dieser Bereich dennoch bisher kaum Beachtung.

## Historische Entwicklung
Rat gebende Texte sind keine Erfindung der Neuzeit – sie gibt es bereits seit Jahrhunderten, wenngleich sich die Präsentation im Laufe der Zeit verändert hat: Waren früher Lebensweisheiten in Form von kirchlichen, philosophischen oder fabelhaften Texten versteckt, so gehören alltägliche Hilfestellungen von Anfang an zum Zeitungsjournalismus in Europa.

## Themenauswahl
Kommunikationswissenschaftler, die sich mit dem Nutzwertjournalismus beschäftigen, fordern, dass die Leser individuelle Vorteile für die Bewältigung ihres Lebensalltags erhalten sollen: „Die journalistische Themenauswahl im Nutzwertjournalismus ist stets handlungs-, umsetzungs- und ergebnisorientiert.“ Was kann der Leser tun, wie und mit welchem Ziel?
Dadurch allein wird aber der Unterschied zwischen Nutzwert- und Ratgeberjournalismus noch nicht deutlich. Konkret liegt dieser im folgenden Aspekt: Vielen Menschen reicht es aus, wenn sie Tipps oder Ratschläge in einem Informationsmedium zu ihrem Anliegen bekommen. Unter Umständen war ihnen bis zu dem Moment, in dem sie die Überschrift lasen, gar nicht bewusst, dass das Thema für sie interessant sein könnte. Für diese Leser ist also ein Rat gebender Artikel in der gewohnten Tageszeitung oder im Hörfunkprogramm ausreichend.
Auf der anderen Seite gibt es aber auch Medienkonsumenten, die regelmäßig aus den unterschiedlichsten Gründen mehr und detaillierter zu bestimmten Themen informiert werden möchten: Die einen möchten vielleicht beruflich stets auf dem neuesten Stand sein, andere pflegen ein Hobby besonders intensiv und lesen alles, was ihren Wissenshorizont dazu erweitern kann. Für diese Medienkonsumenten wird ein Ratgeberartikel in ihrer Tageszeitung wenig hilfreich sein.
Die Art und Weise, wie sie diese nutzwertigen Informationen erhalten, kann ganz unterschiedlich sein. Der Kommunikationswissenschaftler Walter Hömberg unterscheidet dabei vier Konzepte, die jeweils auf den beiden Aspekten „Problemdefinition“ und „Problemlösung“ beruhen:
1. Konzept: Problemdefinition und -lösung erfolgen durch den (Fach-)Journalisten bzw. Experten.
2. Konzept: Die Leser benennen selbst das Problem – die Lösung wird vom  (Fach-)Journalisten bzw. einem Experten formuliert.
3. Konzept: Die Journalisten definieren das Problem, Betroffene bzw. die Rezipienten schlagen Problemlösungen vor. Dies kann allerdings nur in Medien geschehen, bei denen die Journalisten in direktem Kontakt zu den Rezipienten stehen, so dass diese zeitnah reagieren können.
4. Konzept: Problemdefinition und Problemlösung erfolgen durch die Rezipienten selbst, die Medien sind nur die Vermittler. Aus diesem Grund sind beispielsweise Internet-Blogs sehr beliebt.[5]